# Portugal aux Jeux paralympiques
Le Portugal a participé pour la première fois aux Jeux paralympiques en 1972 (deux ans avant la révolution des œillets), où il ne fut représenté que par l'équipe masculine de Basket-ball en fauteuil roulant. Ils furent éliminés en phase de poule, ne remportant qu'un seul match (face à la Suisse) et en perdant trois. Le Portugal ne réapparut ensuite qu'aux jeux d'été de 1984 où ses athlètes remportèrent les quatorze premières médailles du pays, dont trois en or en athlétisme et en boccia. Le Portugal a depuis cette époque participé à tous les jeux d'été, mais est un des seuls pays occidentaux (avec le Luxembourg et l'Irlande) a n'avoir jamais participé aux jeux d'hiver.

## Table des médailles
| Event                            | Or | Argent | Bronze | Total | Classement |
| Jeux paralympiques d'été de 1972 | 0  | 0      | 0      | 0     | -          |
| Jeux paralympiques d'été de 1984 | 4  | 3      | 7      | 14    | 26e        |
| Jeux paralympiques d'été de 1988 | 3  | 5      | 6      | 14    | 28e        |
| Jeux paralympiques d'été de 1992 | 3  | 3      | 3      | 9     | 29e        |
| Jeux paralympiques d'été de 1996 | 6  | 4      | 4      | 14    | 26e        |
| Jeux paralympiques d'été de 2000 | 6  | 5      | 4      | 15    | 26e        |
| Jeux paralympiques d'été de 2004 | 2  | 5      | 5      | 12    | 41e        |
| Jeux paralympiques d'été de 2008 | 1  | 4      | 2      | 7     | 42e        |

## Source
- (en) Base de données des résultats du Comité international paralympique